# En amerikansk tragedi (film)
En amerikansk tragedi (engelska: An American Tragedy) är en amerikansk dramafilm från 1931 i regi av Josef von Sternberg efter ett manus av Samuel Hoffenstein och Sternberg. Den producerades och distribuerades av Paramount Pictures. Filmen bygger Theodore Dreisers roman En amerikansk tragedi från 1925 och teateruppsättningen från 1926. Boken bygger i sin tur på det verkliga mordet på Grace Brown av Chester Gillette vid Big Moose Lake i New York från 1906.
Romanen har också filmatiserats 1951 av Paramount i filmen En plats i solen.
Filmen hade premiär i Sverige på Olympia i Stockholm 16 mars 1932 och blev den första att dubbas till svenska där författaren och teaterdirektören Gustaf Collijn stod för arbetet med dubbningen. Mottagandet av den svenskspråkiga versionen var övervägande negativt.

## Rollista
- Phillips Holmes – Clyde Griffiths
- Sylvia Sidney – Roberta "Bert" Alden
- Frances Dee – Sondra Finchley
- Irving Pichel – Orville Mason, åklagare
- Frederick Burton – Samuel Griffiths
- Claire McDowell – mrs. Samuel Griffiths
- Wallace Middleton – Gilbert Griffiths
- Emmett Corrigan – Belknap, Clydes advokat
- Charles B. Middleton – Jephson, Clydes andra advokat
- Lucille La Verne – mrs. Asa Griffiths
- Albert Hart – Titus Alden
- Fanny Midgley – mrs. Alden
- Arnold Korff – Oberwaltzer, domare
- Russell Powell – Fred Heit, obducent
- Vivian Winston – Myra Griffiths (ej krediterad)
- Arline Judge – Bella Griffiths (ej krediterad)
- Evelyn Pierce – Bertine Cranston (ej krediterad)
- Elizabeth Forrester – Jill Trumbull (ej krediterad)
- Imboden Parrish – Earl Newcomb (ej krediterad)
- Richard Cramer – Kraut, vicesheriff (ej krediterad)
- Ed Brady – tågkonduktör (ej krediterad)
- Martin Cichy – åhörare i rättssalen (ej krediterad)
- Claire Dodd – Gaile Warren (ej krediterad)
- Robert Dudley – jurymedlem (ej krediterad)
- James Durkin – en man (ej krediterad)
- George Irving – Mr. Finchley (ej krediterad)
- Harry Leroy – åhörare i rättssalen (ej krediterad)
- Guy Oliver – Simeon Dinsmore (ej krediterad)
- Franklin Parker – en man (ej krediterad)
- Matty Roubert – försäljare utanför rättssalen (ej krediterad)
- Harry Schultz – advokatens assistent (ej krediterad)
- Harry Semels – jurymedlem (ej krediterad)
- Harry Stubbs – domstolsvaktmästare (ej krediterad)
- Nella Walker – hotellgäst (ej krediterad)

### Svensk version
- Bengt Djurberg – Clyde Griffiths[5]
- Magda Holm – Roberta "Bert" Alden[6]
- Valborg Hansson[5]

## Produktion

### Svensk version
Filmen är den första spelfilm att dubbas till svenska. Dubbningsprojektet annonserades i september 1931 och utfördes i filmstudiorna i Joinville utanför Paris av Gustaf Collijn som översättare och regissör med Paramounts chef Carl P. York som producent. Arbetet beräknades ta mellan 1 till 6 veckor. En audition för "dubbleringen" av filmen utannonserades i tidningarna den 14 november 1931 och hölls samma dag på Chinateatern i Stockholm. Totalt söktes det 14 personer, 5 kvinnor och 9 män men endast 12 kontrakterades.
Carl P. York och Gustaf Collijn hade höga förhoppningar på den nya tekniken.

## Mottagande
Intresset inför premiären på Olympia i Stockholm var stort och filmen gick inför utsålda föreställningar på premiärdagen.
Filmen mottogs övervägande negativt av kritiker som kritiserade manuset och i synnerhet filmens skillnader gentemot boken, fotot och rättegångsscenen.
Utefter förutsättningarna var kritikerna överlag nöjda med den svenska dubbningen och utpekade läppsynken som det mest lyckade men kritiserade i viss mån dialogen och skådespeleriet. Flera kritiker menade på att idé och i viss mån utförandet var god men att tekniken behövde utvecklas innan det kunde bli riktigt bra.